# Kemplich
Kemplich és un municipi francès, situat al departament del Mosel·la i a la regió del Gran Est. L'any 2007 tenia 151 habitants.

## Demografia

### Població
El 2007 la població de fet de Kemplich era de 151 persones. Hi havia 62 famílies, de les quals 16 eren unipersonals (4 homes vivint sols i 12 dones vivint soles), 19 parelles sense fills, 23 parelles amb fills i 4 famílies monoparentals amb fills.
La població ha evolucionat segons el següent gràfic:
Habitants censats

### Habitatges
El 2007 hi havia 68 habitatges, 60 eren l'habitatge principal de la família, 3 eren segones residències i 5 estaven desocupats. 66 eren cases i 2 eren apartaments. Dels 60 habitatges principals, 54 estaven ocupats pels seus propietaris, 5 estaven llogats i ocupats pels llogaters i 2 estaven cedits a títol gratuït; 1 tenia tres cambres, 20 en tenien quatre i 39 en tenien cinc o més. 47 habitatges disposaven pel capbaix d'una plaça de pàrquing. A 22 habitatges hi havia un automòbil i a 33 n'hi havia dos o més.

### Piràmide de població
La piràmide de població per edats i sexe el 2009 era:
| Homes | Edats   | Dones |
| ----- | ------- | ----- |
| 0     | 95 o +  | 0     |
| 0     | 90 a 94 | 0     |
| 0     | 85 a 89 | 8     |
| 0     | 80 a 84 | 0     |
| 8     | 75 a 79 | 0     |
| 0     | 70 a 74 | 8     |
| 0     | 65 a 69 | 0     |
| 0     | 60 a 64 | 8     |
| 8     | 55 a 59 | 4     |
| 0     | 50 a 54 | 0     |
| 8     | 45 a 49 | 4     |
| 4     | 40 a 44 | 4     |
| 4     | 35 a 39 | 4     |
| 8     | 30 a 34 | 0     |
| 4     | 25 a 29 | 4     |
| 8     | 20 a 24 | 0     |
| 4     | 15 a 19 | 4     |
| 0     | 10 a 14 | 0     |
| 0     | 5 a 9   | 0     |
| 0     | 0 a 4   | 0     |

## Economia
El 2007 la població en edat de treballar era de 93 persones, 68 eren actives i 25 eren inactives. De les 68 persones actives 63 estaven ocupades (39 homes i 24 dones) i 5 estaven aturades (1 home i 4 dones). De les 25 persones inactives 6 estaven jubilades, 5 estaven estudiant i 14 estaven classificades com a «altres inactius».

### Ingressos
El 2009 a Kemplich hi havia 56 unitats fiscals que integraven 154,5 persones, la mediana anual d'ingressos fiscals per persona era de 15.688 €.

### Activitats econòmiques
Dels 2 establiments que hi havia el 2007, 1 era d'una empresa de construcció i 1 d'una empresa d'hostatgeria i restauració.
Dels 2 establiments de servei als particulars que hi havia el 2009, 1 era una lampisteria i 1 restaurant.
L'any 2000 a Kemplich hi havia 10 explotacions agrícoles.

## Poblacions més properes
El següent diagrama mostra les poblacions més properes.